# В стране невыученных уроков (повесть)
«В стране невыученных уроков» — повесть Лии Гераскиной, написанная в 1965 году. Оригинальным иллюстратором выступил Виктор Чижиков. В 2001 году Гераскина написала два продолжения «Возвращение в страну невыученных уроков» и «Третье путешествие в страну невыученных уроков».
Аудиоверсия книги попала в десятку самых популярных электронных и аудиокниг десятилетия в жанре детской литературы, составленном ЛитРес в 2020 году.

## Сюжет
Повествование ведётся от лица четвероклассника Вити Перестукина, который не хочет хорошо учиться. Витя возвращается домой из школы невесёлый: в этот день у него было пять уроков и на каждом он получил по двойке. Одну из них Витя считает незаслуженной: его просили рассказать про круговорот воды в природе и на вопрос, куда испаряется вода под воздействием солнца, Витя ответил, что она исчезает. Дома, делая уроки, он пытается решить задачу про землекопов и в итоге получает странный (но не для него самого) ответ: полтора землекопа. Остальными заданиями Витя пренебрегает, и, в конечном итоге, злясь и крича «Пропадите вы пропадом! Надоели!», швыряет на пол учебники. Неожиданно учебники оживают и решают послать мальчика в Страну невыученных уроков; при этом одна из книг — учебник географии — предупреждает Витю, что он может позвать её на помощь, когда ему будет по-настоящему тяжело. Неожиданно домашний кот Вити, Кузя, который вдруг заговорил по-человечьи, высказывает желание отправиться вместе с ним. В качестве проводника Вите дают футбольный мяч: он должен идти только туда, куда катится мяч. После этого Витя и Кузя чувствуют, что что-то поднимает их в воздух и быстро несёт куда-то вдаль.
Следуя за мячом, выполнявшим роль проводника, Витя и его кот Кузя оказываются перед воротами, для открытия которых необходимо правильно написать два слова: "ключИк" и "замочЕк"; Витя с трудом вспоминает грамматическое правило — единственное, что он знал наверняка — и справляется с этой задачей, попадая в скрывающийся за воротами замок. Там Витя встречается с царём Глаголом, Запятой и двумя знаками — Вопросительным и Восклицательным. Оценив познания Вити в грамматике русского языка крайне негативно, Глагол Повелительного Наклонения, выполнявший в этом царстве роль государя, представляет ему задание на расстановку запятых, от которого зависит дальнейшая судьба путешественников.
После освобождения товарищи освобождают лес и спасают множество зверей от злой старой страшной Засухи, вызвав дождь правильной формулировкой понятия о круговороте воды в природе. Далее — правильно решают арифметические задачи, увидев наглядно последствия неправильного их решения — невинно заключенного в тюрьму портного, «половину» землекопа, от которого остались только самовольно ходящие ноги, все время норовящие дать пинка коту Кузе, велогонщика, из-за неправильного решения задачи Перестукиным вынужденного двигаться с недостижимой велосипедистом скоростью, и брата с сестрой, которые должны были, наоборот, идти друг к другу за 60 лет. Затем Перестукин сталкивается с историческими персонажами — боярами времен Ивана Грозного и царевичем Федором, едва не попадая в немилость к царю из-за начавшейся неожиданно войны с Наполеоном, но ему удается вспомнить, что эта война должна начаться через более чем два века, нападение прекращается само собой, противник исчезает. В конце они разъясняют «плотоядной» корове, что она — травоядное животное и котами интересоваться ей не велит природа, встречаются с кенгуру-птицей, какой её объявил мальчик, а затем отправляют — уже не без помощи учебника — страдающего от жары белого медведя и мальчика-чукчу назад на Крайний Север, а обезьянку и негритёнка — в Африку.
После этого герой и его кот (разучившийся говорить на человеческом языке) переносятся домой, находя на пороге свой учебник географии, снова превратившийся в неодушевленную книгу. На этом приключения в Стране невыученных уроков закончены, а Виктор Перестукин наконец понимает роль образования в жизни человека и начинает прикладывать усилия к учёбе, с успехом сдав пугавшие его ранее перспективой второгодничества экзамены и переходя в пятый класс.

### Версии
Описанный выше сюжет взят из редакции 1991 года, когда повесть была издана издательством «Лениздат» в составе сборника «Каникулы в стране сказок». В оригинальной редакции 1965 года отсутствовал весь эпизод с Иваном Грозным и эпилог, где Виктор рассказывает одноклассникам о своём путешествии.
В 1994 году издательство «ВАП-VAP» выпустило издание, для которого Чижиков и его сын Александр перерисовали часть оригинальных иллюстраций, а также добавили новые иллюстрации к новым сценам.

## Мультфильм
- «В стране невыученных уроков» — советский рисованный мультфильм киностудии «Союзмультфильм» 1969 года, снятый по мотивам повести.